# Eishockey-Europameisterschaft der U19-Junioren 1970
Die 3. Eishockey-Europameisterschaft der U19-Junioren fand vom 26. Dezember 1969 bis zum 2. Januar 1970 in Genf in der Schweiz statt. Die Spiele der B-Gruppe wurden im gleichen Zeitraum in Österreich (Bruck, Kapfenberg und Leoben) ausgetragen.

## A-Gruppe
| Spiele              | URS  | TCH  | SWE  | FIN | FRG  | SUI  | Tore  | Pkt.  |
| ------------------- | ---- | ---- | ---- | --- | ---- | ---- | ----- | ----- |
| 1. UdSSR            |      | 5:3  | 6:5  | 7:1 | 9:1  | 14:1 | 41:11 | 10:0  |
| 2. Tschechoslowakei | 3:5  |      | 3:2  | 3:1 | 5:2  | 12:2 | 26:12 | 08:02 |
| 3. Schweden         | 5:6  | 2:3  |      | 6:0 | 10:1 | 20:0 | 43:10 | 06:04 |
| 4. Finnland         | 1:7  | 1:3  | 0:6  |     | 6:0  | 5:2  | 13:18 | 04:06 |
| 5. BR Deutschland   | 1:9  | 2:5  | 1:10 | 0:6 |      | 7:3  | 11:33 | 02:08 |
| 6. Schweiz          | 1:14 | 2:12 | 0:20 | 2:5 | 3:7  |      | 08:58 | 00:10 |

### Meistermannschaften
| U19-Europameister UdSSR | Wladislaw Tretjak, Wiktor Kriwolapow, Wladimir Minejew, Juri Terjochin, Waleri Odinzow, Boris Tschistjakow, Wiktor Martinow, Juri Blochin, Wladimir Prokofjew, Juri Lebedew, Wjatscheslaw Anissin, Alexander Bodunow, Anatoli Schelesnow, Oleg Iwanow, Juri Korotkow, Konstantin Klimow, Juri Sawzillo, Wladimir Syrtsow, Alexander Saikin Trainerstab: Nikolai Epstein, Juri Baulin |
| Silber Tschechoslowakei | Jiří Králík, Jozef Popelár – Vladimír Nejedlý, Josef Jenáček, Miroslav Dvořák, Jan Zajíček, František Kaberle, Miroslav Rykl – Jaroslav Pouzar, Václav Honc, Ján Bačo, Josef Bernhauer, Vladimír Šándrik, Tomáš Dolák, Milan Svrček, Ladislav Machyňa, Štefan Onofrej, Milan Nový |

### Auszeichnungen
| Auszeichnung       | Spieler         | Team             |
| ------------------ | --------------- | ---------------- |
| Bester Torhüter    | Anton Kehle     | BR Deutschland   |
| Bester Verteidiger | Miroslav Dvořák | Tschechoslowakei |
| Bester Stürmer     | Anders Hedberg  | Schweden         |

## B-Gruppe
Die B-Gruppe spielte in zwei Vorrunden und absolvierte anschließend Platzierungsspiele. Die als achte Mannschaft eingeladene Vertretung von Bulgarien zog ihre Meldung zurück.

### Vorrunde
Gruppe 1
| Spiele        | NOR | RUM | AUT | HUN | Tore  | Pkt. |
| ------------- | --- | --- | --- | --- | ----- | ---- |
| 1. Norwegen   |     | 1:1 | 5:5 | 7:3 | 13:09 | 4:2  |
| 2. Rumänien   | 1:1 |     | 1:1 | 3:0 | 05:02 | 4:2  |
| 3. Österreich | 5:5 | 1:1 |     | 7:0 | 08:07 | 4:2  |
| 4. Ungarn     | 3:7 | 0:3 | 1:2 |     | 04:12 | 0:6  |

Gruppe 2
| Spiele         | ITA | POL  | YUG  | Tore  | Pkt. |
| -------------- | --- | ---- | ---- | ----- | ---- |
| 1. Italien     |     | 7:5  | 3:2  | 10:07 | 4:0  |
| 2. Polen       | 5:7 |      | 20:0 | 25:07 | 2:2  |
| 3. Jugoslawien | 2:3 | 0:20 |      | 02:23 | 0:4  |

Im Spiel zwischen Polen und Jugoslawien erlitt der jugoslawische Torhüter Fervorka eine schwere Gesichtsverletzung. Er spielte ohne Helm oder Maske.

### Platzierungsspiele
| Spiel um Platz 5 | Österreich | 3:0 (1:0, 0:0, 2:0) | Jugoslawien |  |
| Spiel um Platz 3 | Polen      | 7:1 (0:1, 2:0, 5:0) | Rumänien    |  |
| Finale           | Norwegen   | 8:0 (1:0, 1:0, 6:0) | Italien     |  |